# Weinmannia venusta
Weinmannia venusta är en tvåhjärtbladig växtart som beskrevs av Luciano Bernardi. Weinmannia venusta ingår i släktet Weinmannia och familjen Cunoniaceae. Inga underarter finns listade i Catalogue of Life.